# Bloodshot Records
Bloodshot Records  es una compañía discográfica independiente estadounidense fundada en 1993 por Nan Warshaw, Rob Miller y Eric Babcock, en la cual los 3 se especializan en gustos ligados al country y en la cual es la que se basa principalmente en los artistas y músicos de la discográfica de esta escena musical, aunque también se especializa en el rock, principalmente en el roots rock.
En noviembre de 2019, Bloodshot Records celebró sus 25 años de trayectoria discográfica.

## Algunos artistas de la discográfica
- Andrew Bird
- Exene Cervenka (X)
- Old 97's
- Ryan Adams (Ryan Adams and The Cardinals)
- The Detroit Cobras
- The Sadies